# Iekaterina Pechkova
Iekaterina ou Ekaterina Pavlovna Pechkova (en russe : Екатерина Павловна Пешкова), née Voljina le 14 juillet 1876 (26 juillet dans le calendrier grégorien) à Soumy (Gouvernement de Kharkov, Empire russe) et morte le 26 mars 1965 à Moscou (URSS), est une militante russe et soviétique, socialiste-révolutionnaire, impliquée dans l'aide aux prisonniers ou exilés politiques et aux victimes des guerres. Elle a été une des dirigeantes de la Croix-Rouge politique. Elle fut l'épouse de Maxime Gorki  qui meurt en 1936.

## Biographie
Iekaterina Pavlovna Voljina est née dans une famille noble dans la ville de Soumy, alors dans l'Empire russe et aujourd'hui en Ukraine. Elle termine ses études secondaires au lycée de jeunes filles de Samara en 1894. 
Elle travaille alors comme correctrice au Journal de Samara (Самарской газете), où elle fait la connaissance de Maxime Gorki (Alexis Pechkov). Ils se marient le 30 août 1896, leur fils Maxime (ru) nait en 1897 et leur fille Katia en 1901. En 1902 et 1903, le couple vit à Nijni Novgorod. Ils se séparent en 1904 d'un commun accord. 

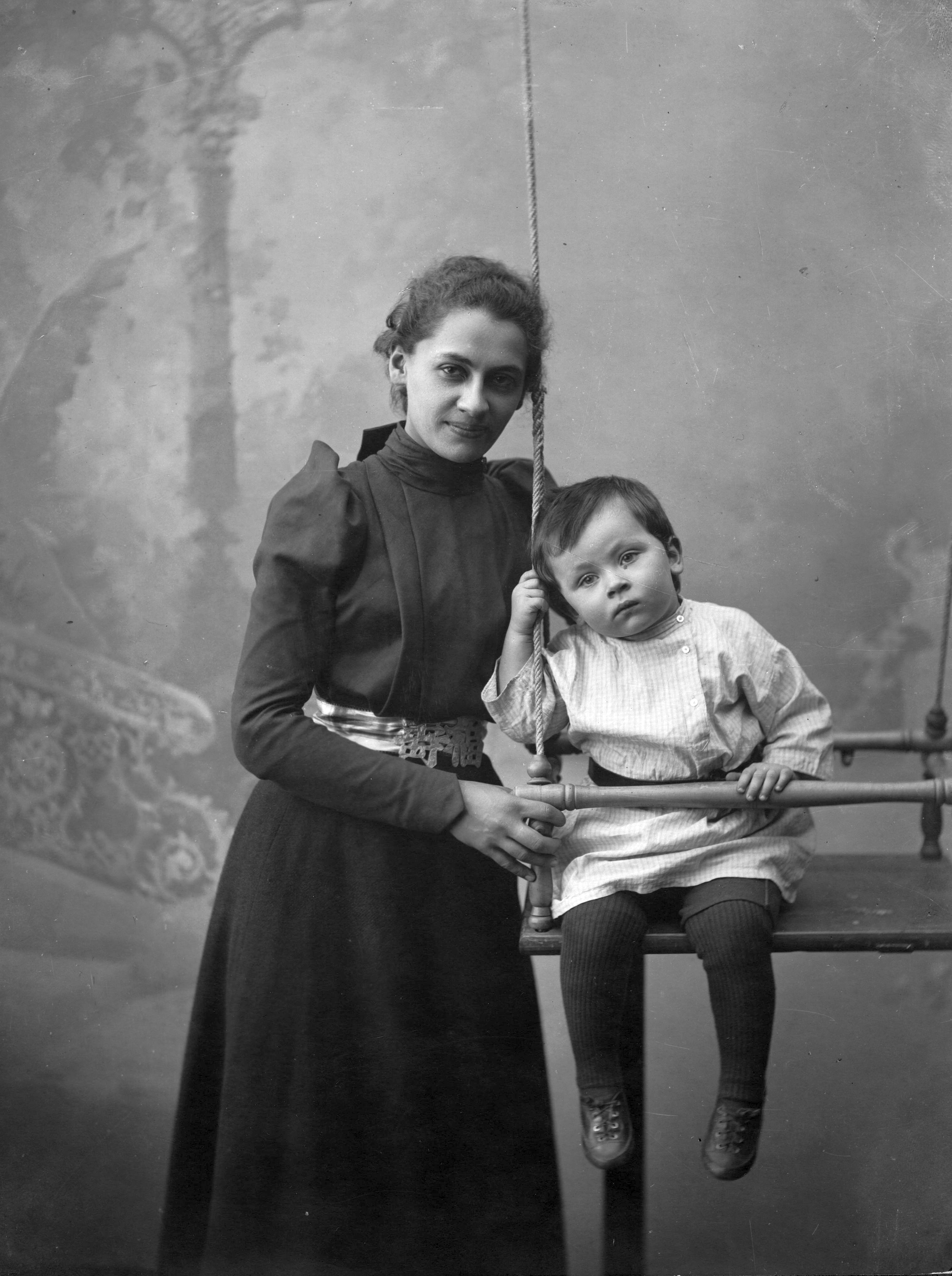
Iekaterina Pechkova et son fils Maxime en 1900.

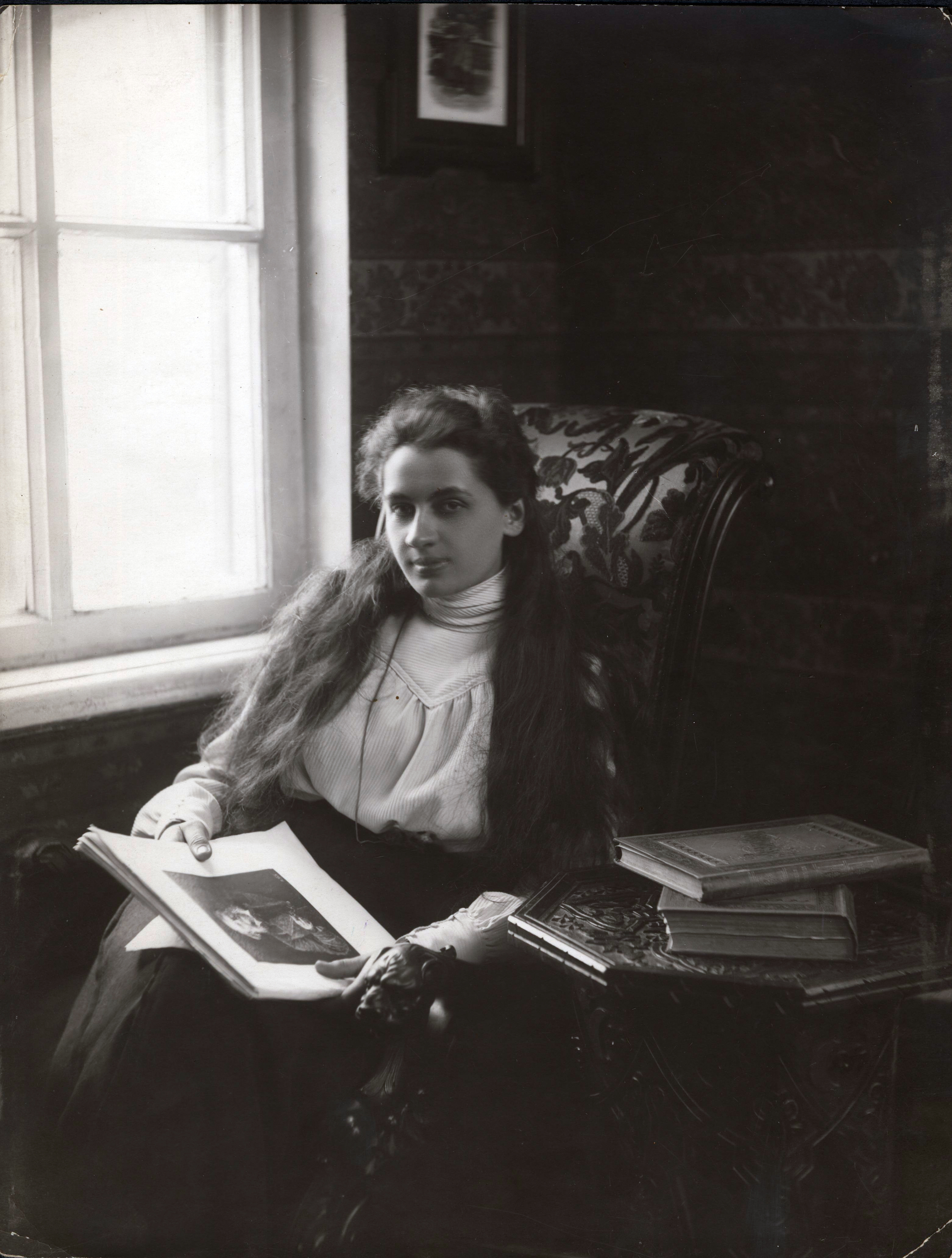
Iekaterina Pechkova en 1901

Entre 1899 et 1904, elle s'implique au sein de sociétés éducatives de Nijni Novgorod et à la Société d'aide aux exilés et prisonniers politiques. Elle rejoint le parti socialiste-révolutionnaire en 1904 ou 1905,. 
Katia, la fille du couple, meurt à 5 ans, en 1906, d'une méningite, alors que Maxime Gorki se trouve aux États-Unis avec sa maîtresse Maria Andreïeva, d'où Gorki envoie à celle qu'il a quitté une lettre émouvante, où il lui demande de protéger son fils,. Elle restera amie et proche de lui. Selon les actes d'état-civil, ils ne divorceront pas, et Gorki ne contractera pas d'autre mariage.
En 1907, elle part avec son fils Maxime à l'étranger, en Italie, où elle revoie Gorki, séjourne en Suisse puis principalement à Paris. Elle suit les cours de français et de sciences sociales à la Sorbonne. Elle s'intègre dans l'émigration révolutionnaire russe, et y acquiert des amitiés durables et une réputation irréprochable.   
À partir de 1910, elle contribue au comité de Paris d'aide aux prisonniers politiques (Парижского комитета помощи политкаторжанам) créé par Véra Figner pour alerter l'opinion publique occidentale sur leur situation dans l'Empire russe et recueillir des fonds pour les secourir. En 1913 et 1914, elle intervient dans des organisations d'aide aux blessés de la Croix-Rouge.   
En 1914, après le début de la Première Guerre mondiale, elle retourne en Russie de l'Italie, par Constantinople et Odessa.   
Elle devient permanente au sein de la Croix-Rouge politique (Политический Красный Крест), dirige la commission de l'enfance dans la Société d'Aide aux victimes de la guerre (Помощь жертвам войны), et organise des détachements de volontaires pour la recherche des enfants abandonnés sur la ligne de front,.  
En 1917, elle entre au comité central du parti socialiste révolutionnaire. Elle est à la tête de la fraction de ce parti à la Douma de Moscou, où elle a été élue sur la liste socialiste-révolutionnaire,.       
Elle fonde avec Nikolaï Mouraviev (ru) et Mikhaïl Vinaver (ru) la Société moscovite de la Croix-Rouge pour l'aide aux prisonniers politiques (Московское общество Красного Креста для помощи политическим заключенным), ou Croix-Rouge politique de Moscou (Московский Политический Красный Крест), et entre à son bureau. L'organisation est autorisée par décret du commissaire du peuple à la justice de la RSFSR, Isaac Steinberg, socialiste-révolutionnaire de gauche. Véra Figner est présidente du conseil de l'organisation et Iekaterina Pechkova présidente de son comité.      
À partir de 1919, elle est officiellement chargée de la recherche et du retour dans leur pays des légionnaires de l'armée polonaise de Pilsudski, et en 1920, elle est en outre déléguée en URSS de la Croix-Rouge polonaise, qui aide les prisonniers de guerre polonais et russes se trouvant sur le territoire de la Russie soviétique et de la Pologne à revenir chez eux.       
La Croix-Rouge politique de Moscou interrompt ses activités en 1922, après une perquisition le 3 août, et un ordre d'arrestation contre une vingtaine de ses membres. Cet évènement survient après l'arrestation de Nikolaï Mouraviev et le procès des dirigeants socialistes-révolutionnaires de 1922, et précède de peu leur condamnation,.       
Iekaterina Pechkova obtient cependant trois mois plus tard l'autorisation de créer une nouvelle organisation, Aide aux prisonniers politiques (Помощь политическим заключенным), également appelée Pompolit (Помполит) ou Politpomoch (Политпомощь). Elle renonce à apporter une assistance juridique et accepte de se cantonner à faire des requêtes aux autorités. Pompolit sera finalement dissoute à la mi-1937 par décret du commissaire du peuple à l'intérieur, Nikolaï Iejov. Les locaux sont officiellement fermés et mis sous scellés le 15 juillet 1938,.       
Iekaterina Pechkova conserve aussi la fonction de déléguée de la Croix-Rouge polonaise. Mais le bureau est fermé en avril 1937, et Mikhaïl Vinaver, qui était délégué-adjoint auprès d'elle, est arrêté en août 1937.       
Elle a aussi aidé dans cette période, entre 1924 et 1934, environ 1 500 familles juives à obtenir l'autorisation d'émigrer en Palestine.       
À partir de 1936-1937, elle contribue à la création du musée et des archives Gorki, qui deviendra l'Institut de littérature mondiale Gorki. Elle est évacuée en 1941 à Tachkent. Après la guerre, elle travaille à cet institut et y prépare la publication des lettres que l'écrivain lui a adressées.        
Elle meurt le 26 mars 1965 à l'hôpital du Kremlin à Moscou. Elle est enterrée au cimetière de Novodevitchi.

## Action politique et humanitaire - Pompolit
Iekaterina Pechkova a été un membre connu et influent du parti socialiste-révolutionnaire de Russie et des socialistes-révolutionnaires de gauche. Après la dissolution du parti en 1918, elle a conservé ses archives jusqu'à leur transmission à Félix Dzerjinski.
Elle a eu de multiples engagements humanitaires, notamment dans le soutien aux prisonniers et exilés condamnés pour des motifs politiques par le régime tsariste.  
Elle a poursuivi cette action avec l'organisation Aide aux prisonniers politiques (Pompolit) de 1922 à 1937, en faveur des victimes de la répression communiste. Elle a pu le faire, dans une période d'instabilité politique, parce qu'elle était connue et respectée d'une partie des dirigeants bolchéviques : Victor Serge écrit qu'« ayant la confiance de Lénine, elle fut autorisée à fonder une association d'aide aux détenus politiques de tout bord ; cela était toléré, d'abord par la Tchéka, ensuite par le Guépéou, avec un mélange de respect, de confiance et d'hostilité. Pechkova était capable du remarquable exploit moral d'avoir à la fois la confiance de la victime et de l'inquisiteur ». 
L'activité de Pompolit devient encore plus difficile avec la mort de Félix Dzerjinski, en 1926, dont Iekaterina Pechkova était amie. Isolée, elle reste protégée du fait de sa proximité avec Gorki, glorifié par le régime soviétique et acteur de la propagande stalinienne, jusqu'à la mort de celui-ci en 1936 et par les liens de sa petite-fille avec Beria et Staline.
Pompolit, sur demande des parents de personnes arrêtées pour des motifs politiques, donnait des informations sur leur lieu de rétention, leur apportait une aide matérielle, et intercédait pour leur libération devant les autorités. Ses locaux étaient rue Kouznetski Most, non loin de ceux du Guépéou.  
Elle aura aidé entre 1922 et 1938, d'une manière ou d'une autre, plus de 100 000 personnes. Ses requêtes ont parfois abouti favorablement : Paul Florensky a été libéré en 1928, mais à nouveau arrêté en 1933, Alexeï Lossev et sa femme Valentina Sokoleva regroupés dans un même camp, Aleksandra Mamontova, fille de Savva Mamontov libérée en 1928, de même que l'écrivain Sergueï Golitsyne (ru) (1929), Vitali Bianchi en 1935, ou encore Anastassia Tsvetaïeva.  
Une partie de l'activité de Iekaterina Pechkova et de Pompolit résidait dans l'échange de correspondances comme celles-ci :

« Lettre de Krivoch Nemantich, 12 mars 1924
Je viens de recevoir votre colis du 25 février 1924 et je vous remercie, cela a été une surprise agréable et tout m’a bien servi. Je ne sais qui vous a donné mon adresse et je vous remercie. Je vous remercie aussi pour les vêtements chauds et maintenant je n’ai plus peur du froid et du vent qui va encore souffler pendant deux mois et demi. Je ne sais si je peux encore compter sur votre aide mais je peux encore vous adresser une demande, j’ai besoin de pantalons, les plus simples et les meilleur marché car mes pantalons sont complètement déchirés. Et puis j’ai aussi besoin de caleçon, malheureusement je suis grand et fort. Je vous remercie pour le sucre, l’huile et le lard. Je suis citoyen de la République tchécoslovaque, j’y ai un frère chez lequel j’aurais pu vivre jusqu’à la fin de ma vie, j’ai plus de 70 ans, mon rêve est que l’on m’échange contre une personne arrêtée dans mon pays mais qu’on me donne la possibilité de partir dans ma patrie. La Croix-Rouge peut-elle m’aider ? j’ai été condamné par l’OGPU à dix ans de prison en vertu de l’article 66 mais n’ai jamais été un espion et ne le serai pas. J’ai été professeur pendant 30 ans à Petrograd, je suis sans parti, j’ai servi au Conseil d’État et ces derniers temps, je travaillais au commissariat aux affaires étrangères à Moscou. Je vous remercie pour tout. »

« Lettre adressée par E. P. Pechkova à Madame Shilder, 6 septembre 1928
En réponse à votre demande et à la suite des informations communiquées par l’OGPU, je vous informe que votre fils Shilder N.V a été condamné à la peine la plus élevée [peine de mort] et que la peine a été exécutée. »

Iekaterina Pechkova est considérée comme une des premières défenseuses des droits de l'homme soviétiques. Elle se qualifiait de militante de la société (общественный деятель).

## Famille
- Sa sœur A. P. Voljina a été la femme de l'ethnographe Adam Bogdanovitch (ru).
- Son fils Maxime Pechkov (ru) meurt le 11 mai 1934.
- Sa petite fille, Marfa, s'est marié avec Sergo Beria (ru), fils de Lavrenti Beria.